# Табаков Павло Анатолійович

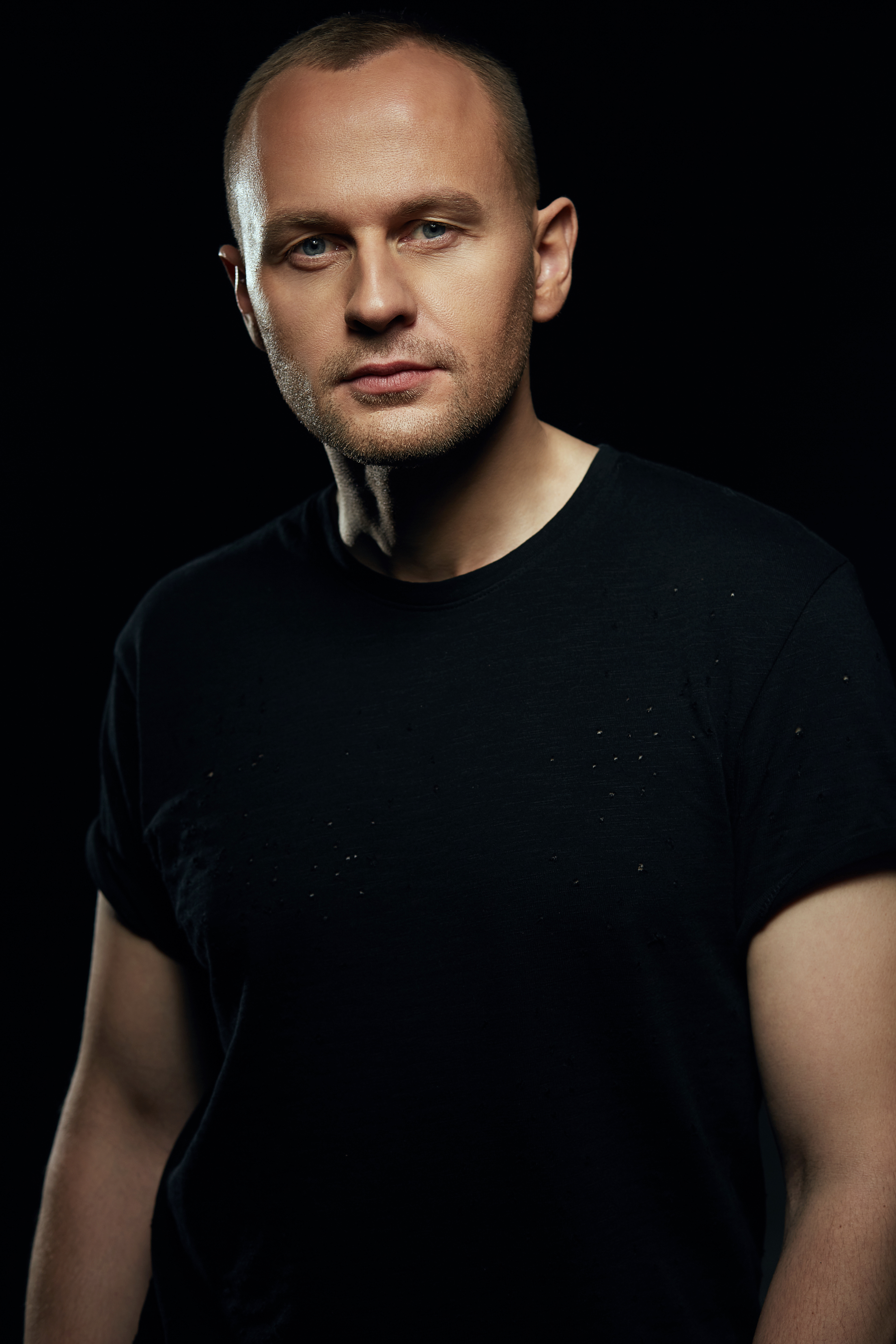
In style

Павло́ Анато́лійович Табако́в (нар. 27 квітня 1978, Львів) — український співак, музикант, композитор, аранжувальник. Переможець п'ятого сезону телепроєкту «Шанс». Півфіналіст другого сезону шоу «Україна має талант». Учасник національного добору на конкурс «Євробачення» 2011 року. Переможець телепроєкту «Голос Країни 2» в команді Діани Арбеніної.

## Життєпис
Народився 27 квітня 1978 року у Львові. Закінчив Львівську середню школу № 45 і музичну студію при школі — по класу акордеона. Випускник Львівського музично-педагогічного училища (народне відділення, клас акордеона; клас хорового диригування) і Львівської музичної академії імені Миколи Лисенка (клас акордеона і диригування; грає також на фортепіано та гітарі). 5 років був солістом та аранжувальником у колективі «Менестрелі». Десять років був солістом та аранжувальником львівського акапельного октету «Орфей».
Знає польську, англійську та французьку мови. Переможець телепроєкту «Шанс -5». Переможець проєкту телеканалу 1+1 «Голос Країни 2» у команді Діани Арбеніної. Після перемоги в проекті Голос стає артистом Universal music.
Автор 6 сольних музичних альбомів "Тільки ти моя", "Різдво для двох","Ти підпалила рай", "Кава-blues", "Мій світ", "Souvenir".
2013 року брав участь у музичному проєкт «Проєкт Івасюк», в рамках якого провели тур Україною.
З 2008 по теперешній час активно виступає та гастролює, як в Україні так і за кордоном.
В 2018 відкрив свою Творчу школу у Львові, де з командою викладачів навчають дітей та підлітків вокалу, хореографії, акторській майстерності та уроків гри на фортепіано.
2019 - створює, як композитор, мюзикл Фабрика св. Миколая, який успішно підкорює сцени України та світу. 
Одружений (дружина Ольга — сценарист), виховують доньку Анастасію та сина Олексія.

## Творчість
Найвідоміші пісні:
- «Tu et mienne» (Тільки ти моя)[6]
- «Le temps des catedrals»
- «Якщо тільки ти захочеш»
- «Vivo per lei»
- «From souvenurs to souvenirs»
- «Про тебе думаю»
- «Загублені слова»
- «Параноя»
- «Запитай»
- «Вечірнє місто»

- «Жінка без парасолі»
- «Сніг без пауз»
- «Ти підпалила рай»
- «Янголя»
- «Переплетені долі»
- «Дякую небесам»
- «Я не можу тебе забути»
- «Як Екзюпері»

### Альбоми
- 2007 — «Тільки ти моя (альбом)»
- 2008 — «Різдво для двох» (збірка колядок)
- 2009 — «Ти підпалила рай»
- 2011 — «Кава-Blues»
- 2013 — «Мій світ» (під лейблом Universal Music Group)
- 2022-  "Souvenir" (світові хіти та патріотичні пісні)

### Кліпи
- Тільки ти моя (2006)
- Така зима (2012)
- Дякую небесам (2013)
- Запитай (2014)
- З Новим роком (2015)
- Я не можу тебе забути (2016)
- Як Екзюпері (2016)
- Я для тебе (2017)
- Ти танцюєш одна (2019)
- Все для нас (2020)
- Моя на все життя (2020)
- Різдвяна ніч (2021)
- В тобі моя любов (2021)
- То-Україна (2022)
- Наш Маріуполь (2022)
- Забирайся війна (2022)
- Борітеся-поборете (2023)
- Та, що біжить по лезу (2024)